# Legia Warszawa (rugby)
Legia Warszawa – polski klub rugby union z siedzibą w Warszawie, utworzony w 2012 jako sekcja rugby stowarzyszona z Legią Warszawa. Drużyna seniorów obecnie występuje na drugim poziomie polskich rozgrywek ligowych (w I lidze).

## Historia
Pierwsze spotkania pod szyldem „Legia Rugby” rozgrywała drużyna złożona z byłych oraz czynnych zawodników klubów AZS-AWF Warszawa, Skry Warszawa oraz Frogs Warszawa pod opieką Krzysztofa Folca w 2012. W 2013 dokonano rejestracji Stowarzyszenia RC Wojskowi Warszawa oraz podpisania umowy licencyjnej z Legią Warszawa. Od tego czasu klub się rozwijał, m.in. powstała sekcja kobiet pod opieką Łukasza Nowosza, która odniosła największe sukcesy w historii klubu – począwszy od 2016 przez trzy kolejne lata stawała na podium mistrzostw Polski w rugby 7 zdobywając jeden srebrny i dwa brązowe medale.
Podsumowanie występów ligowych drużyny rugby 15:
| Sezon     | Poziom rozgrywek | Lokata | Inne informacje |
| --------- | ---------------- | ------ | --- |
| 2013/2014 | II liga          | 1      | komplet 9 zwycięstw w sezonie ligowym, zwycięstwo w barażu o grę w I lidze przeciwko KS Budowlanym Łódź 34:7                                                                          |
| 2014/2015 | I liga           | 3      | 6 zwycięstw i 4 porażki w sezonie ligowym, porażka w półfinale play-off przeciwko Budowlanym Lublin 12:31 oraz zwycięstwo w meczu o trzecie miejsce nad Alfą Bydgoszcz 64:12          |
| 2015/2016 | I liga           | 4      | 4 zwycięstwa i 6 porażek w sezonie ligowym, porażka w półfinale play-off przeciwko Juvenii Kraków 3:95 oraz porażka w meczu o trzecie miejsce przeciwko Czarnym Pruszcz Gdański 0:118 |
| 2016/2017 | II liga          | 6      | w pierwszej rundzie drugie miejsce w grupie zachodniej ligi (4 zwycięstwa i 2 porażki), w drugiej rundzie trzecia lokata w grupie walczącej o IV miejsce (1 zwycięstwo i 3 porażki)   |
| 2018      | I liga           | 5      | szóste (ostatnie) miejsce w fazie zasadniczej (1 zwycięstwo i 9 porażek) oraz drugie miejsce w grupie Trophy w fazie finałowej (1 zwycięstwo i 3 porażki)                             |

Podsumowanie występów w rozgrywkach o mistrzostwo Polski męskiej drużyny rugby 7:
| Sezon     | Lokata | Inne informacje |
| --------- | ------ | --- |
| 2014/2015 | 8      | w turniejach eliminacyjnych dla grupy centralnej lokaty IV, I, III i IV, w turnieju półfinałowym dla grupy centralno-południowej lokata VI, w finale lokata VIII |

Podsumowanie występów w rozgrywkach o mistrzostwo Polski kobiecej drużyny rugby 7:
| Sezon     | Lokata | Inne informacje                                                                                         |
| --------- | ------ | --- |
| 2013/2014 | 6      | lokaty w poszczególnych turniejach: V, VI, VII, VII, V, IV                                              |
| 2014/2015 | 4      | lokaty w poszczególnych turniejach: V, IV, IV, III, IV, V, III                                          |
| 2015/2016 | 3      | lokaty w poszczególnych turniejach: V, V, V, V, III, III, III, III; brązowy medal mistrzostw Polski     |
| 2016/2017 | 2      | lokaty w poszczególnych turniejach: II, II, II, III, III, II, III, III; srebrny medal mistrzostw Polski |
| 2017/2018 | 3      | lokaty w poszczególnych turniejach: III, IV, III, V, IV, V, III, IV; brązowy medal mistrzostw Polski    |